# Caltzontzin (Michoacán)
Caltzontzin es una localidad del estado mexicano de Michoacán. Es parte del municipio de Uruapan.

## Toponimia
El nombre «Caltzontzin» es un nahuatlismo del término en purépecha: Cazonci. Es el título dado al soberano del Imperio purépecha. Su significado literal es «Señor de muchas casas».

## Demografía
| Gráfica de evolución demográfica |
|                                  |

| Censo | Población |
| ----- | --------- |
| 1940  | 280       |
| 1950  | 853       |
| 1960  | 677       |
| 1970  | 1295      |
| 1980  | 1966      |
| 1990  | 3145      |
| 2000  | 4003      |
| 2010  | 5136      |
| 2020  | 6055      |